# Uncaged
| Совокупная оценка    | Совокупная оценка |
| Источник             | Оценка            |
| -------------------- | ----------------- |
| Metacritic           | (72/100)          |
| Оценки критиков      |                   |
| Источник             | Оценка            |
| About.com            | [ 2 ]             |
| AllMusic             | [ 3 ]             |
| American Songwriter  | [ 4 ]             |
| Consequence of Sound | [ 5 ]             |
| Daily News           | [ 6 ]             |
| Los Angeles Times    | [ 7 ]             |
| Rolling Stone        | [ 8 ]             |
| Roughstock           | [ 9 ]             |
| Slant Magazine       | [ 10 ]            |
| Taste of Country     | [ 11 ]            |
| USA Today            | [ 12 ]            |

Uncaged — третий официальный студийный альбом американской кантри-группы Zac Brown Band, изданный 10 июля 2012 года.
Uncaged получил премию «Грэмми» 2013 года в категории Лучший кантри-альбом года и возглавил хит-парады Канады (Canadian Albums Chart) и США (U.S. Billboard 200 и Top Country Albums). В США диск был сертифицирован в платиновом статусе (RIAA) с тиражом к 2 января 2014 года более 1 млн копий.

## История
Uncaged дебютировал 28 июля 2012 года на первом месте основного американского хит-парада Billboard 200 (№ 1 в США) с тиражом 234,000 копий в первую неделю релиза, став их вторым чарттоппером. Более того, этот дебют стал самым удачным для группы. Во вторую неделю с тиражом 78,000 копий он занял второе местов в чарте. В 3-ю неделю релиза он вернулся на № 1 , хотя и с ещё меньшим тиражом в 48,000 копий. Альбом получил положительные отзывы многих критиков и музыкальных изданий, например, от About.com, AbsolutePunk, AllMusic, American Songwriter, Entertainment Weekly, Los Angeles Times, Roughstock, Slant Magazine, Tampa Bay Times, Taste of Country иUSA Today. Смешанные и умеренные отзывы были от обозревателей таких изданий как Consequence of Sound, Daily News и Rolling Stone.
В кантри-чартах лидерство этого альбома было безоговорочным (4 недели на № 1 в Top Country Albums), хотя значительная часть новых песен Зака Брауна и Компании вышли далеко за рамки традиционных кантри-стандартов, представляя собой чистый рок, соул или регги. Не скрывал этого и сам Сам Браун, который ещё накануне выхода альбома называл его «кантри-южнороково-блюграсс-регги-джем-записью» и отмечая, что все на альбоме сделано «для того, чтобы народ танцевал». Но с синглами вышла промашка и песня «The Wind», несмотря на «правильные» корни, оказалась первой коммерческой осечкой ZBB в кантри-чартах, не пробившись даже в первую десятку (высшее достижение — 11-е место в Top Country Songs 15 сентября 2012 года и 70-е место в Hot 100). В октябре 2012 новую попытку взобраться на вершины хит-парадов начал второй сингл с альбома — баллада «Goodbye In Her Eyes». Результат второго сингла был заметно лучше: 5 место в кантри-чарте Billboard 22 декабря и параллельно 48-е — в Hot 100, но нельзя не признать, что и эти позиции не могут сравниться с прошлыми коммерческими достижениями синглов ZBB. В конце 2012 года критик Billboard Чак Дофин поместил Uncaged на второе место в списке лучших кантри-альбомов года. Однако выход синглов продолжился и затянулся на два года, так как третий «курортный» сингл «Jump Right In» (песня написана Брауном совместно с Джейсоном Мразом) стартовала ближе к летнему сезону-2013. К 3 августа она забралась только на 13-е место в Hot Country Songs журнала Billboard (высшая позиция в Hot 100 — 53-я). Осенью 2013 года группа запустила ещё один сингл с Uncaged под названием «Sweet Annie» (клип на эту песню был снят на основе видео со свадьбы гитариста группы Коя Боулза и его избранницы Кайли). Сингл неожиданно вскарабкивается на 6 место в кантри-чартах к 25 января (47-е в Hot 100 28 декабря). К декабрю альбом преодолел 700-тысячный рубеж продаж в США.
20 ноября 2013 года Uncaged был сертифицирован в США в платиновом статусе (RIAA). К 2 января 2014 года общий тираж альбома составил 1,007,000 копий в США.

## Список композиций
| №                   | Название                                | Автор(ы)                                                                       | Длительность |
| ------------------- | --------------------------------------- | ------------------------------------------------------------------------------ | ------------ |
| 1.                  | «Jump Right In»                         | Zac Brown, Wyatt Durette, Jason Mraz                                           | 3:01         |
| 2.                  | «Uncaged»                               | Brown, Durette, Coy Bowles, Nic Cowan, John Driskell Hopkins, Jimmy De Martini | 3:30         |
| 3.                  | «Goodbye in Her Eyes»                   | Brown, Durette, Hopkins, Sonia Leigh                                           | 5:24         |
| 4.                  | «The Wind»                              | Brown, Durette, Levi Lowrey                                                    | 2:56         |
| 5.                  | «Island Song»                           | Cowan                                                                          | 3:43         |
| 6.                  | «Sweet Annie»                           | Brown, Durette, Leigh, John Pierce                                             | 4:38         |
| 7.                  | «Natural Disaster»                      | Brown, Durette                                                                 | 3:02         |
| 8.                  | «Overnight» (featuring Trombone Shorty) | Brown, Cowan                                                                   | 4:44         |
| 9.                  | «Lance's Song»                          | Brown, Cowan                                                                   | 4:35         |
| 10.                 | «Day That I Die» (featuring Amos Lee)   | Brown, Cowan, Durette                                                          | 4:53         |
| 11.                 | «Last But Not Least»                    | Brown, Durette, Bowles, De Martini, Mac McAnally                               | 3:42         |
| Общая длительность: | Общая длительность:                     | Общая длительность:                                                            | 44:08        |

## Чарты
| Чарт (2012—2013)                  | Лучший результат |
| --------------------------------- | ---------------- |
| Australian Country Albums Chart   | 2                |
| Australian Albums Chart           | 38               |
| Canadian Albums Chart             | 1                |
| UK Country Albums Chart           | 4                |
| U.S. Billboard 200                | 1                |
| U.S. Billboard Top Country Albums | 1                |
| UK Albums Chart                   | 92               |